# Метод Брюса Шнайера
Метод Брюса Шнайера — алгоритм безопасного удаления данных (информации) с жёсткого диска компьютера. Метод был предложен Брюсом Шнайером. Алгоритм состоит из семи циклов, ориентированных на полное удаление информации на жестких магнитных дисках.
Метод впервые был представлен в книге «Прикладная криптография — Протоколы, алгоритмы и исходные тексты на языке С» в 1996 году.

## Причина
В большинстве операционных систем файл представляет собой некоторую запись и ссылку в таблице. При удалении операционная система просто удаляет указатель на файл без удаления самого содержимого файла. Например, популярная операционная система Windows после обычного удаления помещает файл во временное хранилище — корзину, откуда файл легко восстанавливается любым пользователем без потерь. Рассматривая процесс удаления без помещения в корзину (в Windows — при нажатии комбинации Shift + Delete) легко обратить внимание, что даже когда размер файла достаточно велик (порядка нескольких гигабайтов) то процесс удаления все равно происходит быстро. Действительно, операционная система просто помечает область, занятую файлом как свободную. А само содержимое файла ещё существует на том же месте пока не будут записаны новые данные. Никому не известно когда перезапись происходит, но о том как прочитать и восстановить эти данные знают многие.

## Описание метода
В одну перезаписываемую сессию входит 7 проходов. Первый проход в каждый байт каждого сектора записываются логические единицы. Второй проход записываются логические нули. С 3 по 7 проход записываются последовательности случайных чисел.
| Проход | Запись             | Запись                      |
| Проход | В Двоичной нотации | В Шестнадцатеричной нотации |
| ------ | ------------------ | --------------------------- |
| 1      | 11111111           | 0xFF                        |
| 2      | 00000000           | 0x00                        |
| 3      | (Псевдослучайные)  | (Псевдослучайные)           |
| 4      | (Псевдослучайные)  | (Псевдослучайные)           |
| 5      | (Псевдослучайные)  | (Псевдослучайные)           |
| 6      | (Псевдослучайные)  | (Псевдослучайные)           |
| 7      | (Псевдослучайные)  | (Псевдослучайные)           |

Все программные методы безопасного удаления информации можно разделить на 3 уровня по степени надежности.
- Нулевой уровень: вместо полной перезаписи в загрузочный сектор, основную и резервную таблицу разделов записаны последовательности нулей.
- Первый уровень: записываются последовательности нулей и единички в сектор, где находится информация.
- Второй уровень: перезапись информации происходит несколько раз, причём записываются не только нули, единицы, но и другие выбранные или случайные значения.

Метод Шнайера относится ко второму уровню.
После первых двух проходов (записи нулей и единиц) программный доступ к перезаписанным данным фактически невозможен, но тем не менее существует возможность восстановления информации из-за наличия остаточной намагниченности краевых областей дорожек диска.
Последние проходы записывают случайные (шумовые) коды. После этого магнитная структура над дорожками, где хранились данные, разрушается. Причем здесь повторяется перезапись несколько раз, чтобы увеличить вероятность перезаписи краевых дорожек. Таким образом резко усложняется задача восстановления данных.
Приведем пример:
- Исходный файл

Cryptography (or cryptology; from Greek κρυπτός, «hidden, secret»; and γράφειν, graphein, «writing», or -λογία, -logia, «study», respectively) is the practice and study of techniques for secure communication in the presence of third parties (called adversaries).More generally, it is about constructing and analyzing protocols that overcome the influence of adversaries and which are related to various aspects in information security such as data confidentiality, data integrity, authentication, and non-repudiation. Modern cryptography intersects the disciplines of mathematics, computer science, and electrical engineering. Applications of cryptography include ATM cards, computer passwords, and electronic commerce.
- После перезаписи единицами

 яяяяяяяяяяяяяяяяяяяяяяяяяяяяяяяяяяяяяяяяяяяяяяяяяяяяяяяяяяяяяяяяяяяяяяяяяяяяяяяяяяяяяяяяяяяяяяяяяяяяяяяяяяяяяяяяяяяяяяяяяяяяяяяяяяяяяя яяяяяяяяяяяяяяяяяяяяяяяяяяяяяяяяяяяяяяяяяяяяяяяяяяяяяяяяяяяяяяяяяяяяяяяяяяяяяяяяяяяяяяяяяяяяяяяяяяяяяяяяяяяяяяяяяяяяяяяяяяяяяяяяяяяяяя яяяяяяяяяяяяяяяяяяяяяяяяяяяяяяяяяяяяяяяяяяяяяяяяяяяяяяяяяяяяяяяяяяяяяяяяяяяяяяяяяяяяяяяяяяяяяяяяяяяяяяяяяяяяяяяяяяяяяяяяяяяяяяяяяяяяяя яяяяяяяяяяяяяяяяяяяяяяяяяяяяяяяяяяяяяяяяяяяяяяяяяяяяяяяяяяяяяяяяяяяяяяяяяяяяяяяяяяяяяяяяяяяяяяяяяяяяяяяяяяяяяяяяяяяяяяяяяяяяяяяяяяяяяя яяяяяяяяяяяяяяяяяяяяяяяяяяяяяяяяяяяяяяяяяяяяяяяяяяяяяяяяяяяяяяяяяяяяяяяяяяяяяяяяяяяяяяяяяяяяяяяяяяяяяяяяяяяяяяяяяяяяяяяяяяяяяяяяяяяяяя яяяяяяяяяяяяяяяяяяяяяяяяяяяяяяяяяяяяяяяяяяяяяяяяяяяяяяяяяяяяяяяяяяяяяяяяяяяяяяяяяяяяяяяяяяяяяяяяяяяяяяяяяяяяяяяяяяяяяяяяяяяяяяяяяяяяяя яяяяяяяяяяяяяяяяяяяяяяяяяяяяяяяяяяяяяяяяяяяяяяяяяяяяяяяяяяяяяяяяяяяяяяяяяяяяяяяяяяяяяяяяяяяяяяяяяяяяяяяяяяяяяяяяяяяяяяяяяяяяяяяяяяяяяя яяяяяяяяяяяяяяяяяяяяяяяяяяяяяяяяяяяяяяяяяяяяяяяяяяяяяяяяяяяяяяяяяяяяяяяяяяяяяяяяяяяяяяяяяяяяяяяяяяяяяяяяяяяяяяяяяяяяяяяяяяяяяяяяяяяяяя яяяяяяяяяяяяяяяяяяяяяяяяяяяяяяяяяяяяяяяяяяяяяяяяяяяяяяяяяяяяяяяяяяяяяяяяяяяяяяяяяяяяяяяяяяяяяяяяяяяяяяяяяяяяяяяяяяяяяяяяяяяяяяяяяяяяяя яяяяяяяяяяяяяяяяяяяяяяяяяяяяяяяяяяяяяяяяяяяяяяяяяяяяяяяяяяяяяяяяяяяяяяяяяяяяяяяяяяяяяяяяяяяяяяяяяяяяяяяяяяяяяяяяяяяяяяяяяяяяяяяяяяяяяя яяяяяяяяяяяяяяяяяяяяяяяяяяяяяяяяяяяяяяяяяяяяяяяяяяяяяяяяяяяяяяяяяяяяяяяяяяяяяяяяяяяяяяяяяяяяяяяяяяяя
- После перезаписи случайными значениями

.Ы.?Яо&ќЄ6Л‚RЅйЪђsU’т.tКёБЄ.e.™#xѓјµ.ЊС.ГҐ..МЅ^.]Ь§јй.|wЮт);Vѓ°З™]Ж’Xt<i§Я•—’‰·q.!І.Gыl5·c/.¤і`“А.Є·.•<џф.¦§к@›ђшQf.ЉвэTH.4ЦФQй.иДҐ}иt.ly&щ..&Ґ’~Вт+†’е&Ќ њд>†|к0ьЪх^Ђm!.р—x†б%й. B.v?ѓ$Р‹.|uВ.ѕ%0z-QґqІцЧЖ·,ѓ,Б7з. H..тіUrТщ.:o^7.8*ѕ<фґј.f*!.d.ѕaыЊхь‹™kЬ.Љц•Р‡cҐЃ.ЗDЁ.э¶2Ћйр p.ґµpЪ•ҐМM.aФн nИщ?їхдЦ &Р8&".Ѕ"Б}—Kз‡.P9џ.њ.ц. Ж. .ъ—'®Ц¦€6MЃ"¶…’w¤./*с•qj"(‡.Q.q"‡р. ООzЏPRYф~эLлvs.2n¤йh.gUW5i.…>.уgХ".вXЅшї/ШШOўх9єV±)сБ.ЫцЉр#.цс >Мkиmсб@Ж¶БсКхЧ"г..C°.’.±ј'r.OуЊNUЫ¦ylяЅС.%Џ;9Г/ЗуyuS|хв}:Њ+?=©.h‹.еC. єЫ.^сх"нhy.GAЪ©—ЇpmП%вРъбг9.'WеЁЊ..Ј•.FЁZ.‚'БЬ\"И%9.k(.ш. Пиs.nЖT<.П,mиЁ›nt@Я…d.НK@їН…..ќ.¤Пуm†9Й0g0к54џќGҐ™Qг+(&`ЯIю‡Ны-_¦lъqy.ґЃYЋКгўпrzЙР.kћTЁ‹С†ЙЂФ1.дР.lOЌAаЙ~po.HР{QS3¦:`Z.ЊќЈGN!.б.~]]й.lёzq.®PЪ .:фЄф. Еђ.€и*л@!R..,Xx-*…Я.1.*hnSвь#I-.ћ¶..П#7dЖДЦLv…t(•…ъ. WS&ќ.€BKv.!3{`!.јђ…к‘!.Їx..‚-..R.8µA‰2)1ЙХЪ.У©Ю‹.C."Oщ^ЄQЎ"Є®4(+yhжґЌК#§м+.йgѓ.ЏсџZ•oђ5сш^#.rп]Хµ.шµЛz{сГ]<.FцҐs©ђ&D.¦Јѓ<ў"рIgЊ.ыЮM1оЃЕ.y’м.ЈI Х. А.€-.Ю›. ·ЩT[‚.8ќl.g{c4B.зlK›бТвР¬ящР&СНђњA8Й•.зО-є`t. ГЖЖ‡аТЗ+N—Aн&-"›+т"XUНГ€ьМЋє#3зF!Ьe.й•.zП:.:c6›..б.@ю. Ш.‹ЬъВИ9кєІ"ь(Нg·›g(.0Д™.;xX^ЅҐEФn m¦Ььэ.0ґ4AгF.&Ц…М..иgЪфкЂ';ВЦҐп.›є:ОЂ..QЅфџ.hB.¶}yпIЎlj"A&{1*KyЅҐ"Uh9f’Qл†TFЧ`sp-СР6‡¶:хd.kФB6лр¦ыu.Чъ,‰.#Ј..µ—чЉ.|,. д6.Ёщ†йїД.фРNm .UЮoyFШFt.М$Ю!aЏЬЉgТ’Чў.СбЎаe.±.-"дЇ..kЬ™n&..9:^‡Ѓ'Ю~јўаЋ.ИрЫr"pФI.Љ*JJЊ¦mOЈЂ.§.`t4•.ЋпЈЦЧHi.h, r..Љ.В.-О.;wd.¦wАЦРГкЃ?|ДЇ¬44.€ч-IЗНЭ}їЈGfИПь..E.j[%ґ2.Яh—~M.ЄЦП&.vП`рск‰.SCr5.s‹А.ћ…&ш®v$рЮ#n^·ъАьфьЙэ.вК‚".р%аBeБMjЇ.Щ~рaf…7НО цI.{" ~Шn· KО©Zµ№¦fА. Я.fv)W:Wн. ЧЕ?<=Њ.c¤

## Восстановление уничтоженных данных
Хотя алгоритм Шнайера (как и другие алгоритмы уничтожения данных путём перезаписи) дает возможность запретить программный доступ к данным, но с помощью специального оборудования (например, магнитно-силового микроскопа, МСМ) информацию восстановить можно.
МСМ применяется для диагностики качества магнитных покрытий записывающих устройств (в тем числе жесткого диска). Полученное изображение имеет высокое разрешение и позволяет анализировать плотности записи информации. Используя эти изображения, изучают процесс перемагничивания, удаления, записи информации. А если отдельные изображения собрать для получения полного изображения магнитного покрытия диска и отсюда понять какие данные были записаны.
МСМ может применяться и для несанкционированного получения информации. Этот подход объясняется тем, что траектория движения головки жесткого диска никогда не точно совпадает с дорожкой из-за непостоянной скорости вращения шпинделя. Поэтому между дорожками находятся остатки от предыдущих циклов записи. Эти остатки не влияют на процессы чтения самого диска, но они позволяют получить магнитный рельеф поверхности и из него восстановить даже перезаписанные данные.

## Достоинства, недостатки

### Недостатки
- Перезапись информации применяется только на исправном диске.
- Надежность уничтожения информации низкая.
- Процесс перезаписи может занимать длительное время.

### Достоинства
- Простота реализации.
- Имеется возможность последующего использования носителей.

## Программное обеспечение
- Acronis DriveCleanser
- Kaspersky Total Security, контроль безопасности, резервное копирование, шифрование данных, функции удаления данных, менеджер паролей
- Eraser только на Windows
- Hardwipe
- Total Privacy, утилита компании Pointstone
- east-tec DisposeSecure
- Securely File Shredder
- Delete Files Permanently
- SecuWipe
- scrub — только на UNIX системе
- CBL Data Shredder

Также существует множество разных утилит для операционных систем.